# Seguros Bilbao (equipo ciclista)
Seguros Bilbao (código RFEC: SEGU), es un equipo ciclista español de categoría amateur que compite principalmente en el circuito vasco-navarro. Su sede esta en Larrabezúa (Vizcaya) y su máximo responsable es Mikel Madariaga.
En el palmarés del equipo destacan los seis triunfos consecutivos logrados en el Trofeo Lehendakari en las temporadas 2005-2010. Varios de los ciclistas que han pasado por sus filas llegaron al campo profesional, como Beñat Intxausti o Jonathan Castroviejo.

## Historia

### Creación
La creación del equipo tuvo lugar en medio de una reordenación del ciclismo profesional por parte de la UCI para la temporada 2005, que clasificó a los equipos en tres nuevas categorías (UCI ProTeam, Profesional Continental y Continental, de mayor a menor rango). El hasta entonces equipo amateur Olarra-Orbea, considerado el filial en el campo aficionado de la Fundación Euskadi (y, por ende, del equipo profesional Euskaltel-Euskadi, de categoría ProTeam), decidió reconvertirse en un equipo profesional de categoría Continental bajo el nombre Orbea.
Mikel Madariaga, hijo de Miguel Madariaga (presidente de la Fundación Euskadi y mánager general de Euskaltel-Euskadi), impulsó la creación de un nuevo equipo ciclista de categoría amateur para la temporada 2005. El proyecto contó con el apoyo de Seguros Bilbao y Magoi Cycling House como patrocinadores, y se creó en asociación con la Mikel Artetxe Txirrindulari Zaleak.
Dicha sociedad ciclista, con sede en Larrabezúa, toma su nombre Mikel Artetxe, vecino de la localidad y en ese momento ciclista profesional en activo. El larrabetzuarra más exitoso en el ciclismo había sido no obstante Jesús Loroño, un destacado corredor de la década de 1950.

### El sexenio de Xabier Artetxe
Xabier Artetxe, hermano de Artetxe, fue designado director deportivo de la escuadra. Licenciado en Ciencias de la Actividad Física y el Deporte, había sido director del Olarra-Orbea en las tres últimas temporadas del equipo azul en el campo amateur (2001-2004), donde tuvo bajo sus órdenes a futuros ciclistas profesionales como Igor Antón, Mikel Astarloza, David Herrero, Koldo Fernández de Larrea y Markel Irizar.
Durante sus seis años (2005-2010) a cargo del Seguros Bilbao compatibilizó la dirección deportiva con la realización de un doctorado y un máster, reconociéndose asimismo seguidor de la obra del doctor Aldo Sassi en el Mapei Sport Center. A lo largo de ese sexenio pasaron por el equipo futuros profesionales como Beñat Intxausti, Jonathan Castroviejo o los hermanos Gorka y Ion Izagirre.

#### 2005
En 2005 Beñat Intxausti ganó el Torneo Lehendakari que distingue al mejor ciclista de 19-20 años del ciclismo amateur vasco-navarro y fue segundo en el Torneo Sub-23. Para ello, ganó la carrera de Elorrio y una etapa de la Vuelta a Salamanca, además de subir al podio en nueve ocasiones más (cuatro veces como segundo y cinco veces como tercero).
Intxausti fue quinto en la general de la Vuelta al Bidasoa, mientras que la escuadra fue quinta en la clasificación por equipos.

#### 2006
En 2006 Intxausti fue el corredor con más victorias del equipo, con ocho: Hospitalet, Subida a Gorla, una etapa en la Vuelta al Bidasoa, Beasáin, Campeonato de Euskadi contrarreloj sub-23, Campeonato de Vizcaya contrarreloj sub-23, Mañaria y Llanera. Sin embargo, la temporada dejó un sabor agridulce debido a una caída en la Vuelta al Bidasoa, que le impidió luchar por la general en la prestigiosa ronda amateur guipuzcoana. El muxikarra corrió además algunas carreras profesionales de categoría Continental de la mano de la selección española sub-23.
Andoni Lafuente ganó la clasificación de las metas volantes de la Vuelta al Bidasoa.
Javier Iriarte ganó en Ororbia, en una carrera en la que Intxausti sufrió una caída que le llevó al hospital.
Raúl Santamarta ganó en Lauquíniz, con Intxausti segundo.
El equipo realizó una exhibición en la carrera de Lizarza, donde ganó Rubén Palacios tras cruzar la meta abrazado a sus compañeros Iriarte e Intxausti, segundo y tercero respectivamente. Palacios ganó también el Trofeo Lehendakari.
Al término de la temporada se confirmó que Intxausti daría el salto al campo profesional en 2007 tras haber firmado un contrato por cuatro temporadas con la estructura de Mauro Gianetti, Joxean Fernández "Matxín" y Sabino Angoitia, compuesta por el Saunier Duval (ProTour) y Nicolás Mateos (Continental, y donde correría ese primer año). Junto al vizcaíno se fue Javier Etxarri. El hecho de que Intxausti fichara por la estructura de Gianetti en lugar de por la Fundación Euskadi dirigida por Miguel Madariaga (que contaba también con un equipo ProTour, Euskaltel-Euskadi, y otro Continental, Orbea) no estuvo exento de polémica; Madariaga mostró su "desilusión" porque cuando trató de fichar al prometedor vizcaíno el representante de éste, Xabier Artetxe, no respondió y el corredor ya había firmado con otro equipo.
También ficharon por equipos profesionales Raúl Santamarta y Javier Iriarte, quienes pasaron al Burgos Monumental de categoría Continental.

#### 2007
En 2007 Jonathan Castroviejo ganó el Trofeo Lehendakari. Castroviejo firmó un contrato multianual con la Fundación Euskadi para dar el salto al campo profesional, primero con su filial Orbea (Continental) y posteriormente con Euskaltel-Euskadi (ProTour).
Gorka Izagirre ganó una etapa de la Vuelta al Bidasoa, ronda en la que terminó décimo en la general.

#### 2008
Para 2008 el equipo redujo su plantilla a doce corredores con la intención de realizar un seguimiento personalizado a cada uno de sus ciclistas.
Ion Pardo ganó la primera etapa de la Vuelta al Bidasoa.
Rubén Palacios ganó la primera etapa de la Vuelta a Madrid sub-23.
Ion Izagirre fue tercero en el Campeonato de España sub-23, subiendo así al podio a recibir la medalla de bronce.
Ion Pardo ganó el Trofeo Lehendakari.
A finales de año se conoció que Gorka Izagirre daría el salto al profesionalismo tras fichar por el Contentpolis-AMPO, de categoría Profesional Continental.

#### 2009
Ion Izagirre fue segundo en una etapa y quinto en la general de la Vuelta al Bidasoa, siendo así el mejor vasco de la prueba.
Adrián López ganó la Vuelta a Valladolid, convirtiéndose en el primer ciclista de la formación en lograr el triunfo en la general de una vuelta por etapas en sus cinco años de historia.
Alberto Morrás ganó la Copa del Porvenir. También se impuso en la Volta a Barbanza. Gracias a ello a finales de año pudo disputar la Vuelta a Chihuahua con el equipo profesional portugués Madeinox, con el que daría el salto al profesionalismo la siguiente temporada.
El valenciano Ramón Domene ganó el Trofeo Lehendakari.

#### 2010
Víctor Cabedo ganó el Memorial Valenciaga de Éibar, una de las pruebas más importantes del calendario amateur y puntuable para la Copa de España.
Ion Pardo ganó el G. P. San Antonio. Al término de la temporada se anunció su fichaje por un modesto equipo profesional portugués, el Onda Boavista, después de que no recibiera ofertas de los equipos españoles.
Ramón Domene ganó el Trofeo Lehendakari por segundo año consecutivo. Se trataba además del sexto Lehendakari consecutivo logrado por el equipo en sus seis años de existencia.
El director Xabier Artetxe lamentó las dificultades del Seguros Bilbao para atraer a los mejores juveniles que llegaran al campo amateur, aduciendo como principal motivo el hecho de que los equipos Naturgas Energía (perteneciente a la Fundación Euskadi) y Caja Rural resultaban más atractivos por tener el respaldo de equipos profesionales.
2010.
El propio Artetxe pasó para 2011 al equipo profesional Caja Rural, que pasaba a ser de categoría Profesional Continental (tras haber sido en su primer año Continental).

### Nueva dirección deportiva
Santiago Barranco, hasta entonces auxiliar de Artetxe, se convirtió en el nuevo director deportivo del equipo. Barranco contrató asimismo al exciclista César Solaun como director auxiliar.

## Material ciclista
El material del equipo procede de los siguientes proveedores:
- Bicicletas: MMR
- Equipación: Etxeondo
- Gafas: Spiuk
- Ropa deportiva: Lotto

## Ciclistas profesionales
El Seguros Bilbao es una gran cantera para el campo profesional, ejemplo de ello son los 18 corredores que se han formado en el equipo vizcaíno y han conseguido dar el salto a la máxima categoría:
| Nombre               | Nacimiento | Primer equipo profesional (año)        | Último equipo profesional (año)     |
| Jonathan Castroviejo | 27/05/1987 | Orbea (2008-2009)                      | Movistar Team (2012-2016)           |
| Ramón Domene         | 02/01/1990 | Androni Giocattoli-C.I.P.I. (2011)     | Caja Rural (2012-2014)              |
| Javier Etxarri       | 16/08/1986 | Grupo Nicolás Mateos (2007)            | Contentpolis-AMPO (2008-2009)       |
| Omar Fraile          | 31/03/1986 | Orbea (2012)                           | Caja Rural-Seguros RGA (2012-2016)  |
| Egoitz García        | 31/03/1986 | Caja Rural (2010-2011)                 | Al Marakeb (2016)                   |
| Beñat Intxausti      | 20/03/1986 | Euskaltel-Euskadi (2010)               | Sky (2016)                          |
| Javier Iriarte       | 11/11/1986 | Burgos Monumental (2008)               | Movistar Team (2011-2012)           |
| Iban Iriondo         | 01/05/1984 | Euskaltel-Euskadi (2006-2007)          | Euskaltel-Euskadi (2006-2007)       |
| Ion Izagirre         | 04/02/1989 | Orbea (2010)                           | Movistar Team (2014-2016)           |
| Gorka Izagirre       | 07/10/1987 | NGC Medical-OTC Industria Porte (2008) | Movistar Team (2014-2016)           |
| Marcos Jurado        | 02/02/1991 | Keith Mobel-Partizan (2014)            | Keith Mobel-Partizan (2014)         |
| Andoni Lafuente      | 06/09/1985 | Euskaltel-Euskadi (2007-2009)          | Cespa-Euskadi (pista) (2010)        |
| Alberto Morrás       | 31/03/1987 | Madeinox-Boavista/Onda (2009-2011)     | Madeinox-Boavista/Onda (2009-2011)  |
| Jon Pardo            | 02/01/1988 | Madeinox-Boavista/Onda (2009, 2011)    | Madeinox-Boavista/Onda (2009, 2011) |
| Ibai Salas           | 12/10/1985 | Caja Rural-Seguros RGA (2013)          | Burgos-BH (2014-2016)               |
| Raúl Santamarta      | 12/10/1985 | Burgos Monumental (2008-2010)          | Burgos Monumental (2008-2010)       |
| Unai Uribarri        | 28/02/1984 | Euskaltel-Euskadi (2006-2007)          | Orbea (2008)                        |
| Illart Zuazubiskar   | 18/02/1990 | Orbea (2012)                           | Eustrak-Euskadi (pista) (2016)      |

Además, otros corredores como Julen Amezqueta, Jon Ander Insausti, Antonio Pedrero o Juan Carlos Riutort también corrieron en el equipo aunque el salto a profesional lo hiciesen desde otro equipo amateur.

## Plantilla
Para años anteriores, véase Plantillas del Seguros Bilbao

### Plantilla 2011
| Nombre              | Nacimiento | País              | Equipo 2010                 |
| Miguel Abellán      | 1991       | Bandera de España | Seguros Bilbao - 2.año      |
| Markel Antón        | 1989       | Bandera de España | Seguros Bilbao - 4.año      |
| Eneko Corral        | 1992       | Bandera de España | Punta Galea jun. - 1.año    |
| Ramón Domene        | 1990       | Bandera de España | Seguros Bilbao - 3.año      |
| Omar Fraile         | 1990       | Bandera de España | Seguros Bilbao - 3.año      |
| Jon Ander Insausti  | 1992       | Bandera de España | Caja Rural jun. - 1.año     |
| Marcos Jurado       | 1991       | Bandera de España | Koplad-Uni2 - 2.año         |
| Roberto Méndez      | 1992       | Bandera de España | Feve jun. - 1.año           |
| Antonio Pedrero     | 1991       | Bandera de España | Seguros Bilbao - 2.año      |
| Adrian Peña         | 1989       | Bandera de España | Trasmiera-Footon - 4.año    |
| Juan Carlos Riutort | 1991       | Bandera de España | Trasmiera-Footon - 2.año    |
| Ibai Salas          | 1991       | Bandera de España | Seguros Bilbao - 2.año      |
| Cristóbal Sánchez   | 1989       | Bandera de España | Koplad-Uni2 - 3.año         |
| Illart Zuazubiskar  | 1990       | Bandera de España | Seguros Bilbao - 3.año      |
| Francesc Zurita     | 1992       | Bandera de España | Cerámicas Onda jun. - 1.año |